# Vairochana

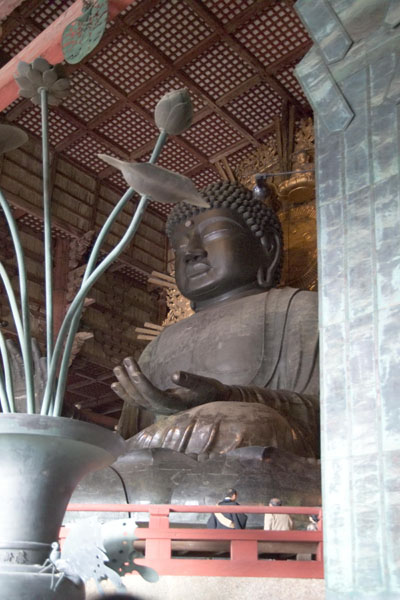
Gran Buda de Tōdai-ji, templo budista kegon en Nara, Japón.

Vairochana (del sánscrito: Vi+rocana, «del sol» o «perteneciente al sol», «Solar» o «Resplandeciente») también conocido como Mahāvairocana (Gran Vairocana) es un buda importante del budismo Mahayana y Vajrayana. Vairocana se interpreta a menudo, en textos como el Sutra de la guirnalda, como el Dharmakāya del Buda Gautama histórico.
En el budismo de Asia oriental (budismo chino, coreano, japonés y vietnamita), Vairocana también es visto como el dharmakāya (el cuerpo búdico supremo , el cuerpo de la realidad última), y la encarnación del concepto budista de sabiduría y pureza. Mahāvairocana se traduce a menudo en las lenguas de Asia oriental como el «rulai Gran Sol» (chino: 大日如來, japonés: Dainichi Nyorai). En la concepción de los Cinco Jinas del budismo Mahayana y Vajrayana, Vairocana se encuentra en el centro y a menudo se considera un buda primordial. En el budismo esotérico de Asia oriental, Mahāvairocana se considera un buda cósmico cuyo cuerpo es el universo entero, el Dharmadhātu.
Vairocana no debe confundirse con Vairocana Mahabali, hijo del asura Virochana, un personaje del Yoga Vásishtha. El buda Vairocana tampoco debe confundirse con otro buda que aparece en algunas fuentes mahayana llamado «Rocana».

## Transliteraciones
En otros idiomas se escribe:
- वैरोचन en escritura devánagari.
- বৈরোচন en escritura bengalí.
- vairocana según el sistema IAST de transliteración sánscrita.
- Dàrì Rúlái o (大日如來) o Piluzhenafo (毘盧遮那佛) en chino
- Dainichi Nyorai (大日如来) o Birushanabutsu (毘盧遮那仏) en japonés

## Pronunciación
Se puede escuchar pronunciado de distintas maneras:
- Vairóchana[6]
- Vairochaná[7]
- Vairochána[8]
- Mahā Vairóchana

## Etimología
Según el Sanskrit-English Dictionary, Vairóchana proviene de vi-róchana ‘que viene del Sol, o le pertenece al Sol’.
Vairóchana también es el nombre patronímico del rey Bali (o sea, «Bali, hijo de [el asura] Viróchana).

## Descripción
En la concepción de los Cinco Budas de la sabiduría Vairóchana es el central. El Buda del Templo de Primavera (chino: 中原大佛, chino tradicional: 魯山大佛, chino simplificado: 鲁山大佛 es una estatua en el municipio de Zhaocun en Lushan, provincia de Henán (China) es la mayor representación de Vairóchana en el mundo. La mayor de las estatuas conocidas como "Budas de Bamyan" destruidas en Afganistán por el gobierno talibán era también una representación de Vairóchana.
Vairóchana es la figura central de muchas escuelas antiguas de budismo en Japón, como el esotérico budismo Shingon y el kengon. La doctrina de Vairóchana se basa profundamente en las enseñanzas del texto Mahá vairóchana sutrá. Además, Vairóchana se asocia a menudo con la escuela Hua-Yen de filosofía budista que alcanzó su auge durante el periodo de la Dinastía Tang. El budismo Hua-Yen enfatiza gravemente la importancia de la shuniata (vacuidad) y dado que se considera que Vairóchana impregna toda la existencia, se le asocia con la dicha idea de vacuidad.
La diosa Amaterasu del sintoísmo, en algún momento, llegó a convertirse, bajo el nombre de Dainichi Nyorai en la personificación de Vairóchana y de la iluminación espiritual. Vairóchana fue gradualmente reemplazado como objeto de culto por Amitābha en Japón, debido en gran parte a la creciente popularidad del Budismo de la Tierra Pura pero su legado todavía se conserva en el budismo shingon y en el templo de Todai-ji, que alberga una enorme estatua erigida en su honor.
Durante las etapas iniciales de su misión en Japón, el misionero católico Francisco Javier fue recibido con agrado por los monjes Shingon al usar el término Dainichi, el nombre japonés de Vairocana, para designar al Dios cristiano. Cuando Francisco Javier comprendió más sobre los matices religiosos de la palabra, la sustituyó por el término Deusu, que derivaba del Deus latino y portugués.
Vairóchana no debe ser confundido con Viróchana quien, de acuerdo con la doctrina budista trikaya, es el rey de los asuras.

## Doctrina
En el antiguo texto sánscrito Rigveda (fines del II milenio a. C.), la palabra vai róchana está asociada a un sol luminoso y brillante. Por eso, en tibetano, Vairóchana recibe el nombre de Namnang, que significa ‘iluminador’.
Vairóchana a menudo es representado realizando el mudra de la Rueda del dharma (en sánscrito dharma chakrá). Este mudra simboliza uno de los momentos más importantes de la vida de Buda, la ocasión en la que predicó a sus compañeros el primer sermón tras ser iluminado en Sarnath. Denota el movimiento de la rueda de la enseñanza del dharma.
Vairóchana es una idealización de esta función central de Buda como maestro, sin la que no existiría el budismo ni el camino hacia la iluminación. Mientras que buda Amitābha representa la personificación de la compasión (equilibrada por la sabiduría), Vairóchana está considerado la personificación de la sabiduría.

## Iconografía
Según el budismo, Vairóchana es la suma de los Cinco Budas Dhyani y combina sus cualidades, por eso su color es el blanco puro, pues el blanco es la suma de todos los colores.
Además su posición, la postura del loto, está acompañada de dos grandes leones. Se dice que el león es el rey de las bestias y que cuando ruge las otras callan. El budismo traza una analogía con las enseñanzas de Buda, pues comparadas con la grandeza de la voz de Vairóchana el resto de voces del mundo se vuelven insignificantes y quedan silenciadas. Se cree que meditar acerca de Vairóchana transforma el espejismo de la ignorancia en la sabiduría predicada por el dharma. Cuando Gautama Buda giró la ruda del dharma iluminó (como un sol), los corazones de los hombres y las mujeres, que se encontraban en la penumbra de la ignorancia.
Con respecto a la shuniata o vacuidad, la gran talla y el brillo de las estatuas de Vairóchana tratan de recordar al creyente que toda existencia es vacía y carece de una identidad permanente.
El emblema de Vairóchana es la rueda dorada o solar.